# Carbono diatómico
Carbono diatómico  (sistemáticamente llamado dicarbono y 1λ2,2λ2-eteno), es una sustancia química inorgánica verde, gaseosa con la fórmula química C=C (también escrita[C2] o C2. Es cinéticamente inestable a temperatura y presión ambiente, siendo eliminado mediante autopolimerización. Ocurre en el vapor de carbono, por ejemplo en los arcos eléctricos; en los cometas, en las atmósferas estelares y en el medio interestelar; y en las llamas de hidrocarburos azules. El carbono diatómico es la segunda forma más simple de carbono después del carbono atómico, y es un participante intermedio en la génesis de los fullerenos.